# 버팔로 빌과 인디언들
《버팔로 빌과 인디언들》(영어: Buffalo Bill and the Indians, or Sitting Bull's History Lesson)은 1976년 개봉한 미국의 수정주의 서부극 영화이다. 로버트 올트먼이 감독과 공동각본을 맡았으며, 아서 코피트의 희곡 Indians 가 영화의 원작이다. 1976 베를린 영화제에서 황금곰상을 수상하였다.

## 줄거리
이야기는 1885년 버펄로 빌 코디의 대규모 환상극에 리틀빅혼 전투로 유명한 수장 타탕카 이요타케라는 중요한 새 게스트 스타가 도착하면서 시작된다. 코디를 매우 짜증 나게도 타탕카 이요타케는 살인적인 야만이 아니라 백인들이 서부의 역사에 대해 믿는 것을 진정으로 구현하는 인물로 드러난다. 그는 조용히 영웅적이고 도덕적으로 순수하다.
타탕카 이요타케는 또한 커스터의 마지막 저항을 비겁한 기습 공격으로 묘사하는 것을 거부한다. 대신 그는 코디에게 약탈적인 푸른 코트 부대에 의한 평화로운 수 부족 마을 학살을 연기해 달라고 요청한다. 격분한 코디는 그를 해고하지만, 스타 출연진인 애니 오클리가 타탕카 이요타케의 편을 들자 마지못해 양보한다.

## 출연

### 주연
- 폴 뉴먼
- 조엘 그레이

### 조연
- 케빈 매카시
- 하비 케이틀
- 알랜 F. 니콜스
- 제랄딘 채플린
- 존 콘시딘
- 로버트 도퀴

## 기타
- 미술: 안소니 마스터스
- 의상: 안소니 포웰
- Ass-PD: 스콧 버쉬넬
- Ass-PD: 로버트 에겐윌러